# Schistostege flavata
Schistostege flavata är en fjärilsart som beskrevs av Barajon 1952. Schistostege flavata ingår i släktet Schistostege och familjen mätare. Inga underarter finns listade.